# Freestyle ai XXI Giochi olimpici invernali - Gobbe femminile
La competizione Gobbe femminile di freestyle ai XXI Giochi olimpici invernali si è svolta il 13 febbraio alla Cypress Bowl Ski Area presso Vancouver, in Canada.

## Risultati[1]
| Pos | N° | Atleta                | Nazione     | Tempo        | Punteggio | Punteggio | Punteggio | Totale |
| Pos | N° | Atleta                | Nazione     | Tempo        | Curve     | Salti     | Tempo     | Totale |
| --- | -- | --------------------- | ----------- | ------------ | --------- | --------- | --------- | ------ |
|     | 3  | Hannah Kearney        | Stati Uniti | 27"86        | 14,2      | 5,40      | 7,03      | 26,63  |
|     | 1  | Jennifer Heil         | Canada      | 27"91        | 13,7      | 4,98      | 7,01      | 25,69  |
|     | 4  | Shannon Bahrke        | Stati Uniti | 27"90        | 13,5      | 4,92      | 7,01      | 25,43  |
| 4   | 6  | Aiko Uemura           | Giappone    | 28"88        | 12,9      | 5,16      | 6,62      | 24,68  |
| 5   | 11 | Chloé Dufour-Lapointe | Canada      | 29"87        | 12,7      | 4,93      | 6,24      | 23,87  |
| 6   | 7  | Margarita Marbler     | Austria     | 29"52        | 13,0      | 4,32      | 6,37      | 23,69  |
| 7   | 13 | Ekaterina Stoljarova  | Russia      | 30"96        | 12,7      | 5,04      | 5,81      | 23,55  |
| 8   | 27 | Arisa Murata          | Giappone    | 30"05        | 12,5      | 4,56      | 6,16      | 23,22  |
| 9   | 22 | Regina Rachimova      | Russia      | 30"77        | 11,9      | 4,92      | 5,88      | 22,70  |
| 10  | 14 | Deborah Scanzio       | Italia      | 30"29        | 11,8      | 4,32      | 6,07      | 22,19  |
| 11  | 19 | Yulïya Galışeva       | Kazakistan  | 29"67        | 11,4      | 4,46      | 6,31      | 22,17  |
| 12  | 16 | Miki Itō              | Giappone    | 31"51        | 11,6      | 4,44      | 5,59      | 21,63  |
| 13  | 26 | Marina Čerkasova      | Russia      | 31"21        | 11,3      | 4,08      | 5,71      | 21,09  |
| 14  | 20 | Darya Rybalova        | Kazakistan  | 30"59        | 10,7      | 4,20      | 5,95      | 20,85  |
| 15  | 25 | Darija Serova         | Russia      | 31"59        | 11,1      | 4,18      | 5,56      | 20,84  |
| 16  | 9  | Nikola Sudová         | Rep. Ceca   | 31"10        | 10,6      | 3,06      | 5,75      | 19,41  |
| 17  | 8  | Michelle Roark        | Stati Uniti | 32"27        | 5,9       | 4,71      | 5,29      | 15,90  |
| 18  | 2  | Heather McPhie        | Stati Uniti | 30"92        | 4,8       | 3,90      | 5,82      | 14,52  |
| 19  | 29 | Tae Satoya            | Giappone    | 33"69        | 5,6       | 2,52      | 4,73      | 12,85  |
| 20  | 5  | Kristi Richards       | Canada      | non arrivata | 1,6       | 2,76      | 0,00      | 4,36   |